# HMS Petard (G56)
Pour les autres navires du même nom, voir HMS Petard.
Le HMS Petard est un destroyer de classe P en service dans la Royal Navy pendant la Seconde Guerre mondiale.
Il est mis sur cale aux chantiers navals Vickers-Armstrongs de Newcastle upon Tyne le 26 décembre 1939, il est lancé le 27 mars 1941 et mis en service le 15 juin 1942.
Il eut la particularité d'avoir coulé un sous-marin dans chacune des trois marines de l'Axe : l'U-559 de la Marine de guerre allemande, l'Uarsciek de la Marine royale italienne et l'I-27 de la Marine impériale japonaise.

## Historique

### Théâtre méditerranéen
Après ses essais, le Petard escorte à la fin de juillet 1942 un convoi à destination du Moyen-Orient, effectuant un ravitaillement à Simon's Town, en Afrique du Sud, pour un retour en Europe en passant au large de Madagascar et à travers la mer Rouge, où il passe sans incident le canal de Suez afin d’opérer en Méditerranée à compter de la fin d'août.
Après une escorte de convoi, le Petard rejoint la 12e flottille de destroyers à Port-Saïd le 22 septembre. Deux jours plus tard, il fait feu pour la première fois contre trois avions Ju 88, sans succès. Les jours suivants, le Petard et le destroyer grec Vasilissa Olga participent conjointement à des patrouilles anti-sous-marine avec des sous-marins alliés. Le 12 octobre, il escorte en compagnie de l'Onslow le croiseur léger Arethusa d'Haïfa à Alexandrie. Le 24 octobre, il prend part à l'interception avortée d'une force allemande se dirigeant vers Chypre.
Dans la nuit du 30 octobre 1942, le Petard, qui protège un convoi, découvre le sous-marin allemand U-559 et le pousse à faire surface au large de la côte égyptienne. Les grenades anti-sous-marine des destroyers Pakenham, Hurworth et Dulverton soutiennent cet effort. L'équipage allemand doit abandonner le navire, quatre membres sont morts dans les explosions ou noyés. Convaincu que leur navire coulerait, l'équipage organise le sabordage mais ne réussit pas à briser les livres-codes et la machine Enigma M4. Les hommes sont appréhendés par les troupes britanniques qui récupéreront quelques livres-codes avant que le submersible ne sombre définitivement.
Le Petard participe également à d'autres opérations en Méditerranée, dont l'approvisionnement de Malte depuis l'Égypte après la fin du blocus de l'île en novembre. Durant l'opération Stoneage (couverture du passage du convoi MW13) du 16 au 20 novembre, il porte assistance avec le Javelin au croiseur Arethusa sérieusement endommagé par une torpille aéroportée italienne. Dans l'après-midi du 19 novembre, le Petard est attaqué sans succès par quatre Ju 88, en larguant des bombes, dont la plus proche explosa à seulement 14 mètres de lui.
Après sa participation à l'opération Portcullis en décembre 1942, il coule en compagnie du destroyer grec Reine Olga le sous-marin italien Uarsciek, près de Malte le 14 décembre. En 1943, il escorte des convois et patrouille en Méditerranée. Le 24 avril, il est mitraillé par un avion inconnu qui tue sur le coup quatre hommes d'équipage. Un cinquième décédera de ses blessures à Malte et dix autres furent blessés. Dans la nuit du 3 au 4 mai, les Paladin, Nubian et Petard coulent le torpilleur italien Perseo et le grand navire marchand qu'il escortait, transportant des bombes, des mines terrestres et des véhicules à moteur. Quelques jours plus tard, le destroyer prend part à l'opération Retribution.
Lors de l'opération Husky en juillet, le Petard est endommagé par un tir de char alors qu'il bombardait une route près de Catane, en Sicile. Participant à d'autres bombardements, il évite de justesse une torpille aérienne, avant d'être de nouveau endommagé le 30 juillet, cette fois-ci en entrant en collision avec le cuirassé Warspite à toute allure. Le destroyer fait route vers Malte pour des réparations. Le mois suivant, il reprend ses fonctions d'escorte et rejoint une force de 23 destroyers protégeant les porte-avions Illustrious et Formidable et les cuirassés Nelson, Rodney, Warspite et Valiant.
En septembre, durant l'opération Avalanche, il sert de sentinelle au cuirassé Warspite, avec qui il entre de nouveau en collision dans la soirée du 15 septembre, pendant un bombardement allemand et une attaque à la torpille. Un obus de six pouces, que l'on croyait provenir du cuirassé, explosa sur le pont du Petard, tuant deux hommes d'équipage et en blessant six autres. En octobre, le destroyer opère dans la zone des îles du Dodécanèse. Durant la campagne, il fut attaqué à de nombreuses reprises et assiste à la destruction de nombreux navires opérant à ses côtés. Sa dernière mission en Méditerranée débute le 19 novembre 1943, lorsqu'il prend part à l'évacuation des forces britanniques de Leros. À la fin de l'année, il reçoit l'ordre de rejoindre l’Extrême-Orient afin d'engager les Japonais.

### Théâtre extrême-oriental
En janvier 1944, il rejoint l'Eastern Fleet et arrive à Trinquemalay le 28 janvier, où il reprend ses fonctions d'escorte. Le 12 février 1944, il fait partie de l'escorte accompagnant le convoi de troupes KR-8 de Kilindini à Ceylan. Lors de l'opération de convoyage en compagnie du Paladin, il coule au cours d'une contre-attaque le sous-marin japonais I-27 après avoir coulé de deux torpilles le cargo Khedive Ismail (en) au sud de l'atoll Addu (1 297 morts). S'ensuivent des missions de convoyage sans incidents jusqu'en avril 1944, date à laquelle il participe à l'opération Cockpit. Le Petard rejoint ensuite la Task Force 69 et participe au bombardement d'installations japonaises. Fin juillet, il escorte un convoi des Seychelles à Aden avant de naviguer seul pour la Grande-Bretagne ; la plupart des membres de l'équipage n'étant pas revenus au pays depuis plus de deux ans. Après avoir transité par le canal de Suez sans incidents, le destroyer localise et sauve l'équipage du Liberty ship américain Samslarnia torpillé par un sous-marin en Méditerranée orientale.

### Théâtre Atlantique
Après une escale d'une nuit à Plymouth, le Petard arrive à Portsmouth le 16 août 1944 où il entre en cale sèche. Il appareille du chantier pour rejoindre la base navale de Scapa Flow avec un nouvel équipage début 1945. Durant son transit, il obtient 13 contacts ASDIC avec des U-boote en mer d'Irlande, tirant des charges de profondeur sans résultat. Lors de son transit en vue de rejoindre un convoi russe, le destroyer retourne en cale sèche à North Shields pour réparer les dommages à son hélice qui avaient apparemment été causés par ses propres charges de profondeur.

### Retour en Extrême-Orient
Lorsque la guerre en Europe s'achève, le Petard part une nouvelle fois pour l'Extrême-Orient où il rejoint Trinquemalay. Il devait participer à l'opération Zipper qui fut annulée à la suite des bombardements atomiques d'Hiroshima et Nagasaki. Après la capitulation du Japon en septembre 1945, le Petard stationne dans la zone afin d'aider à maintenir l'ordre et d'empêcher les pillages. Il escorte ensuite le croiseur Cleopatra et le croiseur de la marine indienne Bengale dans le détroit de Malacca. Par la suite, le Petard prend part aux opérations de déminage et reçoit l'ordre d'intercepter le destroyer japonais Kamikaze. Il accompagne ensuite le Cleopatra aux Indes orientales, où il fut le premier navire arrivant dans la base nouvellement reconquis de Singapour. Envoyé à Batavia, dans les Indes néerlandaises, le Petard fait partie d'une force comprenant le croiseur Cumberland. Le destroyer reprend ses missions d'escorte où il fait notamment face à un typhon, puis est impliqué dans le soulèvement de Java ; les prisonniers de guerre japonais de Tandjongh Priok sont transportés vers une île près de Singapour.
Au total, le Petard traversa à huit reprises l'Équateur dans la région des Indes néerlandaises avant de repartir vers Trincomalee à la fin de mars 1946. Deux mois plus tard, il retourna à Portsmouth.

### Après-guerre
Il est placé en réserve à Harwich en septembre 1946 puis transféré à Chatham en mars 1951. En 1953, il est convertie en frégate anti-sous-marine rapide de type 16 (en). Le nouveau pennant number F26 lui est attribué. Le 29 avril débutent les travaux à Belfast par la société Harland & Wolff. Achevés en décembre 1955, il opère depuis sa base de Southampton jusqu'à son désarmement à Devonport en 1960. Cependant, il est remis en service la même année et sert au sein de la Home Fleet en tant que navire d'entraînement en mer pour les aspirants du shore establishment (en) HMS Ganges.
Vendu en mai 1964, le Petard rejoint la base de Devonport le 31 janvier 1966 pour son désarmement, avant d'être démantelé à compter de 1967 par la société de démolition P.W. McLellan à Bo'ness.

## Commandement
- Lieutenant commander Mark Thornton du 28 avril 1942 au 1er janvier 1943.
- Lieutenant commander Rupert Cyril Egan du 1er janvier 1943 à août 1944.
- Lieutenant commander Reginald Lacey Caple de novembre 1944 à la mi-1946.